# まほちゅー!
『まほちゅー!』シリーズは、やぶうち優による日本の漫画作品シリーズ。

## 概要
『ちゃお』（小学館）にて2010年4月号から2012年1月号まで連載された。母親から教えられた言い伝えで、魔法（作中ではマホ）学校の中等部へ通うことになった女の子を主人公として繰り広げられる友情あり、笑いあり、恋愛ありの学園ファンタジー漫画。やぶうちの他作品と同様、パンチラ等のお色気シーンもいくつか確認できる。
シリーズが変わるごとにタイトルを改めており、これまでに計3シリーズが連載されている。
- 『まほちゅー!』 - 2010年4月号から同年11月号まで。
- 『まほちゅー!+』 - 2011年1月号から同年6月号まで、第2部として連載。
- 『まほちゅー!&』 - 2011年8月号から2012年1月号まで、第3部として連載。

※シリーズの合間にあたる2010年12月号と2011年7月号は休載。
第3部終了後の2012年3月、ちゃおデラックス2012年春の超大増刊号にて番外編『まほちゅー!初デート大作戦！』が掲載され、シリーズは完結した。番外編はこの他に、2010年8月号付録に掲載された『舞子スマイル作戦！』、2011年8月号付録に掲載された『三成くんのヒミツ♥』の2編がある。
単行本は同社のちゃおコミックスより全4巻まで発売されている。『まほちゅー!+』『まほちゅー&』として連載された作品は『まほちゅー!』として単行本に収録されている。

## あらすじ
天王洲あいるは、ドジだが明るい性格の女の子。
小学校を卒業し、花の中学生活を楽しみにしていたが、突如、自分がマホと呼ばれる特殊な能力を持つ家系であることを母親から知らされ、小学校時代の友達と別れて、1人で私立真秀等場学園（しりつまほらばがくえん）中等部に通うことになってしまった。
果たして、あいるの中学生活はどうなるのか?

## 登場人物
登場人物の名前は日本の駅名から付けられている。

### 私立真秀等場学園 生徒
天王洲 あいる（てんのうず あいる）
主人公。いて座でO型。〝ラッキー〟のマホの持ち主。あいるの〝ラッキー〟のマホは、あいる自身が使おうと思って使えるモノではなく、肉体的・精神的なダメージと引きかえに発動するモノ。
瞳の色は紫で髪の色は薄い黄色。髪型はロングヘアで、制服を着ている時はツインテールに猫耳風の黒いリボンを、私服の時はポニーテールにしている。
ドジでおっちょこちょいな女の子。花の中学生活を楽しみにしていたのに、「魔女(?)の家系だから」という理由で私立真秀等場学園（しりつまほらばがくえん）に編入することになった、12年に一度の編入生。性格は至って友達思いの同情屋。同じクラスの三成が好きで三成のことを思ったり、見たりするだけで歓喜する。さくら（後述）とは恋のライバル。
当初は自身のマホに自覚を持っていなかった（マホの事を「魔法」と解釈していた）上、自身はマホが無いかもしれないと考えた事もあるが、3話でリューコから自身のマホがラッキーのマホである事を告げられる。但しこれ以降も自由にマホは使えず、『まほちゅー!+』2話でようやく自由に使える様になる。
アルトフエール（後述）を持っていて、マホを発動しようとするときは「まじかるマホマホらっきー☆」という呪文をとなえる（第1シリーズの時のみ〝らっきー〟の部分を、〝いりゅーじょん〟〝りばーす〟〝ちゃ～んす〟〝かも～ん〟〝くらぁ～っしゅ〟に変えていた。現在は〝らっきー☆〟のみ使用）。「あいるがツイてる!!」が口癖。部活は吹奏楽部で、アルトサックス担当。
あいるの先祖は魔女狩りに遭ったものの、〝ラッキー〟のマホで生き延びている。
名前の由来は東京都品川区の天王洲アイル駅(東京臨海高速鉄道りんかい線・東京モノレール羽田空港線)から。
出雲 三成（いずも みつなり）
あいるのクラスメートの男の子。おうし座でAB型。〝人の心が読める〟マホが使える。
瞳の色は金色で髪の色は銀色。右目は髪に隠れ、きつい目つきで近寄りがたい外見。
前述のマホを持ったばかりに、人の心の奥底にある本音を多く聞いてしまい、言動と心に影を持つ暗く考え過ぎな性格になっていた。中等部であいると出逢ってからは、あいるの明るく無邪気で裏表のない姿に救われ、少しずつ彼女に惹かれ始めている様子。
ドラゴンを含む爬虫類全般が苦手で、ドラゴン状態の校長先生の竜湖（リューコ）と闇のドラゴンの名湖（ナコ）にもなるべく近付かないようにしている。自身のマホが人の役に立てないと、物凄く落ち込む。学園へはさくらと共に寄宿舎から通学している。部活は吹奏楽部で、トロンボーン担当。
名前の由来は島根県奥出雲町の出雲三成駅(JR木次線)から。
丹後 由良（たんご ゆら）
あいるのクラスメートの女の子。ふたご座でA型。〝風〟のマホが使える。
瞳の色は赤で髪の色は紺色。髪型はポニーテールに少しウェーブがかかっており、白色でうさ耳風のリボンを付けている。
しっかり者で少し荒っぽい性格。登場人物のツッコミ役に回る事が多く、説得役をしたり、あいるや大和がふざけるとハリセンでたたいたりしている。しかし、本当は大和の事は初等部の入学式で出会って一目惚れして以来好意を抱いている。部活は吹奏楽部で、フルート奏者。
名前の由来は京都府宮津市の丹後由良駅(京都丹後鉄道宮舞線)から。
近江 舞子（おうみ まいこ）
あいるのクラスメートの女の子。かに座でB型。〝水〟のマホが使える。
瞳の色は水色で髪の色は薄い紫。髪型はショートヘアで、白と水色の模様で犬耳(?)風のリボンを付けている。
先生に一目置かれている優等生。思考レベルが高すぎて三成にも心が読めないミステリアスな子。笑いの沸点は低いものの、笑っている顔つきは怒っている顔つきと全く変わらない。口下手なためか、失礼で不謹慎な発言をする事もある。炒めたトカゲの尻尾を「いい匂い」という独特な嗅覚の持ち主。マホ事典を持ち歩いている事が多い。部活は吹奏楽部で、クラリネット担当。
名前の由来は滋賀県大津市の近江舞子駅(JR湖西線)から。
武蔵 大和（むさし やまと）
あいるのクラスメートの男の子。てんびん座でO型。〝瞬間移動〟のマホが使える。
瞳の色は緑で髪の色は茶色。
レディーファーストな性格で、あいるを見るとすぐに口説こうとし、よく「デートしよう!」とあいるに言う。また、好みの女性教師のタイプは「眼鏡をかけて知的な顔つきをした巨乳」と言っている。本命は由良であるが、彼女だけは「断られるのが怖いから」という理由で彼の方から口説こうとはしなかったが、マホが一時的に使えなくなった事がきっかけで同じくマホが使えなくなっていた由良に「いっしょに退学しよう!!」「ずっと一緒にいたいんだ!!由良と!」と告白した（またこれがきっかけで2人ともマホが戻っている）。ニンジンが苦手。部活は吹奏楽部で、パーカッション担当。
名前の由来は東京都東村山市の武蔵大和駅(西武鉄道多摩湖線)から。
井川 さくら（いかわ さくら）
三成の幼なじみで、才色兼備の女の子。〝調合〟のマホを使える。
瞳の色はオレンジ色で髪の色もオレンジ色。紐状でピンク色でキツネ耳風のリボンを付けている。
性格はかなり強気で、普通の時はぶりっ子のように良い子的で丁寧な口調だが、怒ると不良の様な荒々しい口調になる。その一方でツンデレの一面も持つ他、病弱でもある。嗅覚も人一倍強い。三成のことを「みっちー」を呼ぶほど好きで、事あるごとに三成に接近し、あいるが三成に近づくことを邪魔している。3年前の小学4年生の時の6月10日に校長先生の竜湖と敵対している闇のドラゴンにより、鏡の中に引きずり込まれて失踪したが、あいるに助けられたおかげで鏡の中から戻って来ることができた。戻って来た時の姿は3年前のままで成長していないものの、成績が優秀なので、あいる達と同じ中等部のクラスに特例で進級。実質的には小学4年生でありながら、中等部のテストで満点を取り、成績が最下位のあいるを見下している。三成と同じく学園へは寄宿舎から通学している。部活は吹奏楽部で、ピッコロ担当。
「まほちゅー!&」のラスト2ページで三成とは双子だったことが明らかにされている。
名前の由来は秋田県井川町の井川さくら駅(JR奥羽本線)から。
奥浜 名湖（おくはま なこ）
闇のドラゴン。温度を操る〝氷〟のマホが使える。
瞳の色は水色で髪の色も水色。鋭い目つきで、頭に青のカチューシャ風のリボンを付けている。
本来の姿は頬に青色の逆三角型の模様がある小さなドラゴンだが、今は人間の姿で真秀等場学園の生徒となっている。その時の外見は女の子の姿をしてはいるが、「まほちゅー!&」の第1話にて実はオス=男であることが判明した（ドラゴンは人間と違って性別の違いをあまり気にしないらしい）。
校長先生の竜湖とは一対でかつ敵対していた存在。破壊神と言い伝えられていて危険な存在と見なされ、学園の階段の踊り場の鏡に60年以上も昔から封印されていたが。さくらが鏡の中に引きずり込まれた影響で空間がゆがみ、3年後にあいるの負の感情（クラスメイトが自身をまだ友達だと思っていないという不安）に反応して出現した。あいると同じ姿に化けて、彼女の前述の負の感情を利用して彼女に自身と手を組む事を強要していた。また、3年前にさくらを襲った時はさくらと同じ姿に化けていた。竜湖の手で再び封印されかけたが、彼女の良心を信じて竜湖を説得したあいるの態度に感化され、今後は悪いことはしないと約束して、あいるとの契約を果たすために学園の生徒となり、あいるにくっついている（ドラゴンは滅多に約束をしないが、その代わりに一度約束したことは絶対に守るという）。ただし、彼女はずっと封印されていたために現代の人間社会のルールを何も知らないため、あいるが〝契約〟した以上、あいるが責任持って1から教えることになった。
「まほちゅー!&」では第1話であいるの性格に何かを感じたのか、あいるに好意を抱く様になる。故に三成を「あいるにとって危険な人物」と思い込み、三成とあいるが近づくのを妨害した事さえあった（恋する時の心臓の鼓動によって寿命を縮めるためというのが理由）が、由良の好きな人がいることの幸せさを説いた説得で妨害する事は無くなった。
笑うと怖いにやけ顔になる。ナコとリューコは毎日、日課として日光浴をしている。部活は吹奏楽部で、トランペット担当。
名前の由来は静岡県浜松市の奥浜名湖駅(天竜浜名湖鉄道天竜浜名湖線)から。
安積 永盛（あさか ながもり）
生徒会長の3年生。〝記録（ドキュメント）〟のマホが使える。あまり出番が無い為か、登場する度にあいるから「誰?」と突っ込まれるのがお約束となっている。
名前の由来は福島県郡山市の安積永盛駅(JR水郡線・東北本線)から。
伊賀 和志（いが かずし）
あいる達のクラスメイト。〝炎〟のマホが使える。忍者のような格好をしており、マホを発動する時は忍法の様な仕草をする。
名前の由来は広島県三次市の伊賀和志駅(JR三江線)から。

### 私立真秀等場学園 教員
九頭 竜湖（くず りゅうこ）
真秀等場学園の守護神で校長先生。温度を操る〝熱〟のマホが使え、ドラゴンの時は火を吐き出すことも可能。
瞳の色はピンク色に近い赤。髪には大型のリボンを付けている。
本来の姿は体がピンク色で頬に赤いダイヤ型の模様がある小さなドラゴンだが、普段は人間の女の子の姿で生徒たちの中に紛れ込んでいる。ただし、女の子の姿に変身していても頬のダイヤ型の模様は変わらない。
初めてドラゴンの姿を見せた時に"くっつく"と宣言する位あいるのことを気に入っている。年齢は不明だが、作中で彼女が「私たちドラゴンの寿命に比べれば人間の一生など一瞬の光のきらめきのようなもの」と言っていることから、少なくとも人間をはるかに超えた長生きであることがうかがえる。いやいやながらも自分のウロコを材料にして封印のための札薬を作り出すなど、マホに関する知識も豊富。リューコとナコは毎日、日課として日光浴をしている。
名前の由来は福井県大野市の九頭竜湖駅(JR越美北線)から。
和賀 仙人（わか せんと）
あいる達のクラスの担任をしている男性教師。あだ名は「若仙人」。壊れた物を元に戻すマホが使える。
顔つきは若く二枚目で少し気取った所があり、怒ると怖い。あいるの母が学園に通っていた頃から教師を勤めており、彼女曰く自分の体を元通りにするマホで若く見せているらしい。このため年齢は不詳である。事あるごとに「自らのマホを私利私欲の為に使わないように」と指導している。話の語尾には何らかの記号が付いている。
名前の由来は岩手県北上市の和賀仙人駅(JR北上線)から。
早月 加積（はやつき かづみ）
あいる達のクラスの音楽担当をしている女性教師。使用できるマホは不明。
音楽の時間にあいる達にアルトフエールを与える。セクシーな体格の美女で、アルトフエールをなまなましく吹く姿は思春期を迎えた男子生徒の釘付けの的。吹奏楽部の顧問。
名前の由来は富山県滑川市の早月加積駅(富山地方鉄道本線)から。
東 あずま（ひがし あずま）
『まほちゅー!+』第1話で初登場し、2週間あいるたちのクラスで教育実習を担当した先生。普段は目をつぶった笑顔の顔つきだが、目を開いて渦を巻いた虹彩を見せることで〝催眠〟のマホが使え、かかった人は、その人が持つマホが使えなくなってしまう（由良と三成をはじめ何人かの生徒は、このマホによって一時的にマホを失っていた）。但しマホが使えなくなった生徒の恋人がその生徒に「ずっと一緒にいたい」と言うとマホが元通り使える様になる。
かつての学園の同窓生で、マホコンテストの優勝経験もある。学園在籍中にマホが使えなくなった彼女が退学になったため（告白もできなかった）、それが切っ掛けでカップルを憎むようになり、前述のマホでカップルの片方のマホを停止して自分や彼女と同じ目に遭わせようとしたが解除方法が分かったことで阻止、さらにはマホコンテストで生徒全員に記憶喪失になる催眠を仕掛けようとするものの、あいるのドジと三成との即興のマホ（ダンス）でまたもや阻止され、後に前述の彼女と動物園で働いているところで再会し、改心した。
名前の由来は東京都墨田区の東あずま駅(東武鉄道亀戸線)から。

### その他
あいるの母（本名不明）
あいるの母親で、13歳でマホに目覚める。かつてあいると同じ学園に通っていた同窓生で、仙人とも面識がある。
エミ（名字不明）
あいるの幼稚園時代からの親友。公立の中学校に通っている。あいるとは中学校に入っても携帯電話のメールでやり取りしているが、マホや真秀等場学園の事情については何も知らず、真秀等場学園の制服を着たあいるに出会って「住んでる世界が違う」と一笑した。
名前の由来は明言されていないが、千葉県鴨川市に江見駅（JR内房線）という駅がある。

## 作中用語
マホ
作中で「魔法」の意味を表す。生徒1人につき1つ持っており、生徒によって種類も違っている。
舞子曰く、何でもありの魔法とは違い、元々あるものにはたらきかける力らしい。あいるは当初（第1話のみ）マホの事を「魔法」と解釈していた。
私立真秀等場学園（しりつまほらばがくえん）
あいる達が通う学校で、「まほちゅー」と呼ぶ事もある。マホを学ぶ。中等部と初等部の存在が確認されている。
既述の通り、めったに編入する人がいないので、編入生であるあいるは、ここでは珍しい存在。
なぜか理科室は「マホ室」と名乗る。チャイムは「マホ～ン マホホ～ン」と鳴る。
あいる達のクラスは「1年ま組」である。さらに、作中には「ホ組」というクラスの存在も描かれている。
家が遠くて通えない生徒や家庭の事情で家族と同居出来ない生徒の為に、寄宿舎が設けられている。三成とさくらは寄宿舎から通学している。
女子生徒は全員頭部にリボンを付けるという校則があるが、これは女子がホルモンによって男子よりマホが不安定であるため、リボンを付ける事でコントロールしやすくする為である。
規則としてはこの他に、マホを失うと2ヶ月以内に回復しなければ退学という規則もある。
当然ながら部活動もあるが、これは他の学校と違い新入生はマホコンテストが終わってからの入部となっている。部活動では、試合やコンクールの時にはマホを使ってはいけないという決まりがある。
体育館の地下には東京ドーム10個分の広さの地下迷宮があり、トラップに見せかけた鍵も多く、迷うと一生出られないと言われている。
アルトフエール
あいるが使用する魔法のアイテム。「フエール」とも呼ばれる。2話で加積から与えられる。名前の由来は「マホがあるとふえる」から。
作中では学園の教材としてあいるを含めてクラス全員が入手しているが、それ以降はあいる以外の登場人物が使用している描写は確認されない。また、大和があいるのアルトフエールを持ってくる描写も存在する。
普段は普通のアルトリコーダーであるが、マホを発動する時は頭部管の部分が変形する。変形する形は男子生徒と女子生徒で違い、男子は羽が付いて角ばった形に対し、女子は三日月・星・羽を組み合わせて丸みを帯びた形になっている。
これを持つ事で普段以上のマホを引き出す事ができる他、逆にセーブしやすくなる。
あいるのアルトフエールについては、今までに2回名湖によってパワーアップされている。『まほちゅー!+』第2話ではラッキーを確実に発動させるため、それに見合うアンラッキーが自在に召還できるようになった。さらに『まほちゅー!&』第1話では中部管が杖の様に長くなり飛行する事が可能になった。この状態の時は『アルトツエーナ』という名前になる。これらはいずれもあいるだけが使えるものである。
オーバーラップコート
あいるとリューコが3年前にタイムスリップした時に、姿を隠す為に着たコート。
着ると姿や声が着ている者同士しか認識できなくなる。
札薬（ふだぐすり）
名湖を封印するため、さくらが3年前にリューコに頼まれて調合した薬。
材料は竜のウロコをメインに、トカゲの尻尾、スズメの涙、ノミの心臓、マンドラゴラ（人のように動くナス科の植物で、根に毒がある）の根っこなどが必要で、これらが全て揃わないと完成しない。
3年前にさくらが使用した際は、竜のウロコが入っていなかったため、逆にとりこまれてしまった。この直前にさくらが鏡の裏側からも封印したため、不完全ながら名湖の復活を3年間抑える事ができた。
名湖が復活した際にあいる達と調合し、封印しようとしたが、名湖の真実を知ったあいるの説得により、使用される事は無かった。
あいる達は当初、さくらが残した調合メモを見て、間違えて「ホレ薬」と解釈してしまった。
マホコンテスト
学園で年に一度行われるマホのコンテスト。通称「マホコン」。
シングル、ペア、シンクロ（3人以上1組）の3部門があり、ペア部門の男女の優勝者は永遠に結ばれるというジンクスがある。
なお、あいるは名湖の提案でシンクロ部門に出場する予定だったが、最終的に三成とのペアで特別賞を貰っている。
告薬（こくぐすり）
さくらが調合した薬。飲むと否応なく好きな人に告白してしまう効果がある。
さくらの提案で三成の給食に混ぜて飲ませようとしたが、アクシデントで由良の手に渡ってしまい、それにより由良が大和に告白してしまう（この時は直後に戦艦大和が好きであるとごまかしていた）。
白薬（はくぐすり）
さくらが調合した薬。飲むと質問に対して白状してしまう効果がある。さくらが自分を虐めた先輩への仕返しのために飲ませようとしたが、名湖によって三成に飲ませてしまう。

## 書誌情報
- やぶうち優 『まほちゅー!』 小学館〈ちゃおコミックス〉、全4巻

| 巻数 | 第1刷発行     | 発売日         | 掲載作品                                                                       | 同時収録                           | ISBN              |
| ---- | ------------- | -------------- | ------------------------------------------------------------------------------ | ---------------------------------- | ----------------- |
| 1    | 2010年11月6日 | 2010年11月1日  | 『ちゃお』2010年4月号 - 9月号                                                  | -                                  | 978-4-09-133776-4 |
| 2    | 2011年5月3日  | 2011年4月28日  | 『ちゃお』2010年10月号･11月号、2011年1月号 - 4月号                             | -                                  | 978-4-09-133776-4 |
| 3    | 2011年12月5日 | 2011年11月30日 | 『ちゃお』2011年5月号･6月号･8月号 - 10月号                                     | もいちど告っていいですか?          | 978-4-09-134094-8 |
| 4    | 2012年7月4日  | 2012年6月29日  | 『ちゃお』2011年11月号 - 2012年1月号、『ちゃおデラックス』2012年春の超大増刊号 | 世界の果ての、真ん中で。（読切版） | 978-4-09-134566-0 |